# أسبيستوخوري
أسفيستوكوريون (Ασβεστοχώριον) هي مدينة في ثيسالونيكي في مقاطعة فوريا إلادا في اليونان.
يبلغ عدد سكانها حوالي 5992 نسمة.